# Porac

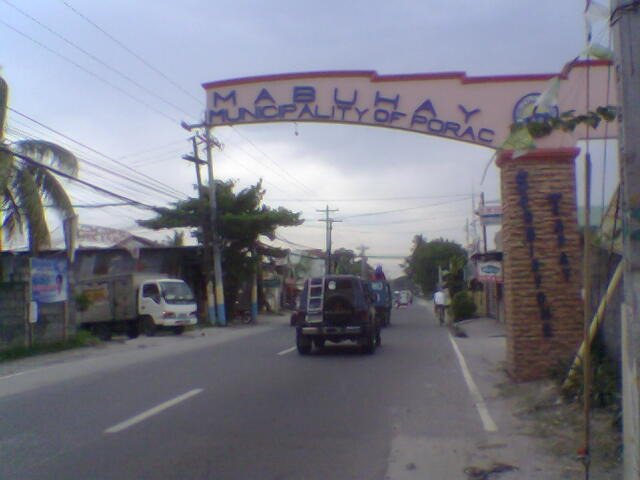
Arche de bienvenue

Porac est une municipalité de première classe dans la province de Pampanga aux Philippines. D'après le dernier recensement, Porac compte une population de 102 962 habitants répartis dans 15 686 foyers.
Porac est la plus grande ville de Pampanga. Elle est bordée par Mabalacat, Angeles City et Bamban au nord, San Marcelino et Botolan, les villes du Zambales à l'ouest, Bacolor et Santa Rita à l'est, et Guagua et Floridablanca au sud. Le train express Subic-Clark-Tarlac ou SCTEx traverse la ville de Porac. De nombreux notables habitent la ville, notamment l'ancien gouverneur et sénateur Lito Lapid et l'ancien gouverneur Mark Lapid.

## Barangay
Porac est politiquement divisé en 29 barangays.
| - Babo Pangulo - Babo Sacan (Guanson) - Balubad - Calzadang Bayu - Camias - Cangatba - Diaz - Dolores (Hacienda Dolores) - Jalung - Mancatian - Manibaug Libutad - Manibaug Paralaya - Manibaug manila - Manuali - Mitla Proper - Model Community (Tokwing) | - Palat - Pias - Pio - Planas - Poblacion - Pulung Santol - Salu - San Jose Mitla - Santa Cruz - Sepung Bulaun (Baidbid) - Siñura(Seniora) - Villa Maria (Aetas) - Inararo (Aetas) - Sapang Uwak (Aetas) |

## Climat
La ville de Porac possède deux climats distincts, pluvieux et sec. La saison pluvieuse ou saison humide commence normalement en mai et dure jusqu'en octobre, et le reste de l'année laisse place à la saison sèche. La période la plus chaude de l'année se situe entre mars et avril, alors que la plus fraîche va de décembre à février.

## La ville deMekeni Food Corporation
La Mekeni Food Corporation est une entreprise de viande de type AAA accrédité par le Service National d'Inspection des Viandes ou NMIS (National Meat Inspection Service). Étant classée AAA, l'entreprise vend non seulement ses viandes à l'échelle locale, mais aussi internationale. Cela signifie qu'elle obéit aux normes de tous les gouvernements (Sun Star, 2006).

## Parc naturel
- Dara Falls